# Dusona seamansi
Dusona seamansi là một loài tò vò trong họ Ichneumonidae.